# Lược vàng
Cây Lược vàng có tên khoa học là Callisia fragrans thuộc họ Thài lài (Commelinaceae), cây lược vàng còn có tên là (địa) lan vòi, lan rũ, cây bạch tuộc, trái lá phất dũ, giả khóm. 
Đây là loại thảo mộc ưa bóng râm. Ở ngoài trời, loài cây này được tìm thấy ở nơi có khí hậu ấm và trong bóng râm.

## Mô tả
Cây lược vàng thuộc loại cây thân thảo và lá sáp. Thân của loại cây này có thể phát triển chiều cao khoảng 1m và lá có thể dài 25 cm. Khi lá dài và tiếp xúc với ánh nắng mặt trời mạnh sẽ có màu tím.
Lá lược vàng thuộc loại lá đơn, gân lá song song. Phiến lá có hình ngọn giáo. Hoa lược vàng xếp thành một trục dài và cong thành chùm... Cụm hoa thường gồm khoảng 6 – 12 hoa, màu trắng, cuống hoa dài khoảng 1,5 x 3mm. Hoa có mùi thơm.
Chúng được tìm thấy đầu tiên trên các cánh đồng hoang ở Mexico. Sau đó chúng được di thực sang Nga Tây Ấn, một vài địa điểm rải rác ở Mỹ và một số nơi khác. Ở Việt Nam, chúng được tìm thấy đầu tiên ở Thanh Hóa. Sau đó, loài cây này được trồng ở nhiều nơi trên cả nước và phổ biến nhất là ở Hà Nội.

## Hình ảnh

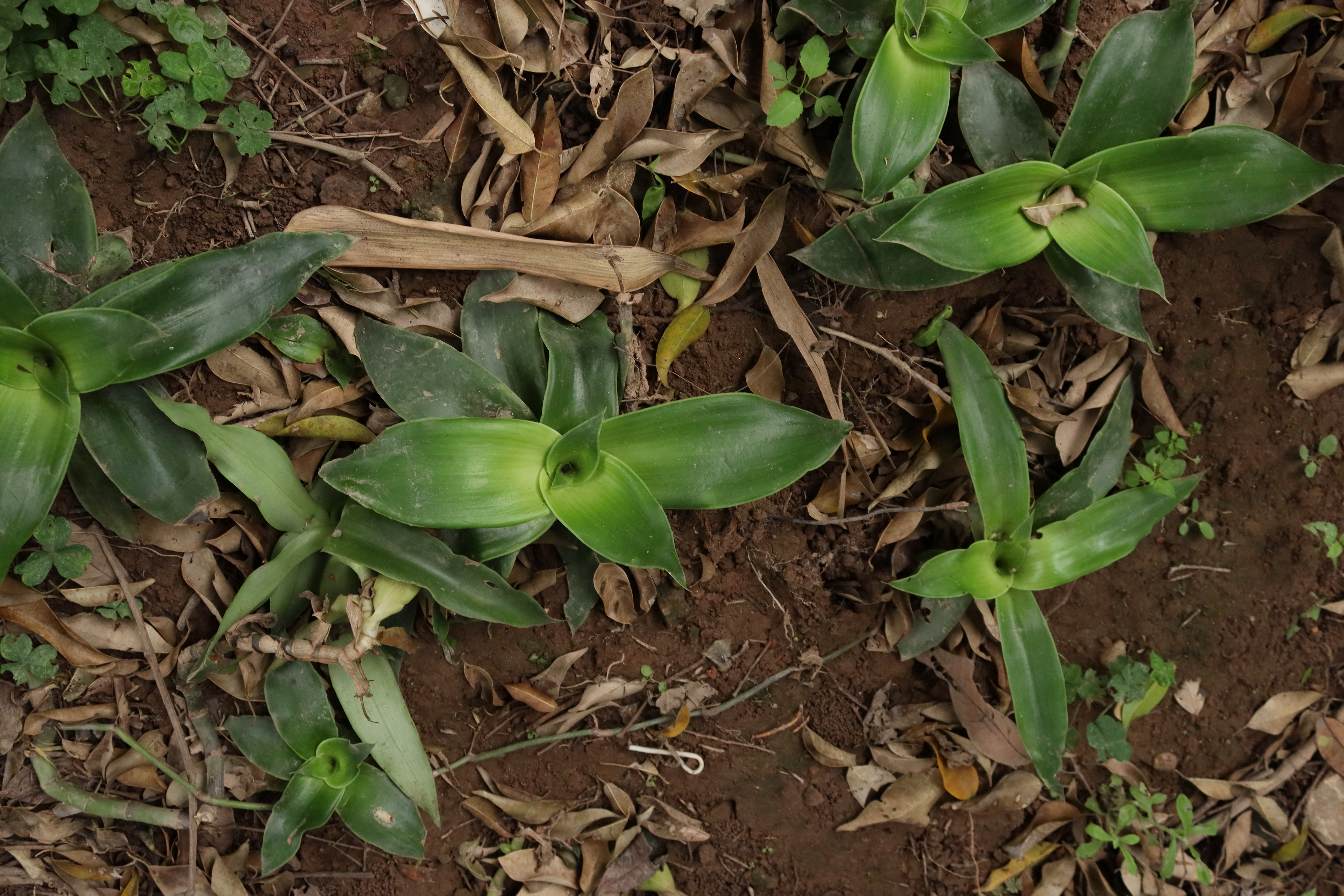
Bụi cây lược vàng